# Club Deportivo Lugo
El Club Deportivo Lugo és un club de futbol de la ciutat de Lugo, a Galícia.

## Història
El Club Deportivo Lugo es va fundar el juny de 1953, després de la desaparició del club que fins aleshores era el representatiu de la ciutat, la Gimnástica Lucense, dissolta el 1952 i que jugà a Segona A durant 3 temporades. El Club Deportivo Polvorín fundat l'any 1950 canvià de nom el 1953 adoptant el de C.D. Lugo.

## Palmarès
- Sense títols destacats

## Dades del club
- Temporades a Primera: 0
- Temporades a Segona: 12
- Temporades a Segona B: 23
- Temporades a Tercera Divisió: 34